# Pipilo
Genre
Pipilo est un genre de passereaux de la famille des Passerellidae.

## Liste des espèces et sous-espèces
D'après la classification de référence (version 3.3, 2013) du Congrès ornithologique international (ordre phylogénique) :
- Pipilo chlorurus – Tohi à queue verte
- Pipilo ocai – Tohi à collier
- Pipilo maculatus – Tohi tacheté
- Pipilo erythrophthalmus – Tohi à flancs roux
- †Pipilo naufragus – Tohi des Bermudes